# Murina lorelieae
Murina lorelieae és una espècie de ratpenat de la família dels vespertiliònids. Viu al Vietnam i el sud de la Xina.
És un ratpenat de petites dimensions, amb la llargada de l'avantbraç entre 30,8 i 35,6 mm i un pes de fins a 6,5 g.
El pelatge és llarg.
S'alimenta d'insectes.
Aquesta espècie és coneguda només a la província de Guangxi i el centre del Vietnam.
Com que fou descoberta fa poc, l'estat de conservació d'aquesta espècie encara no ha estat avaluat formalment.